# John Graunt
John Graunt (Londra, 24 aprile 1620 – Londra, 18 aprile 1674) è stato uno statistico britannico.

## Biografia

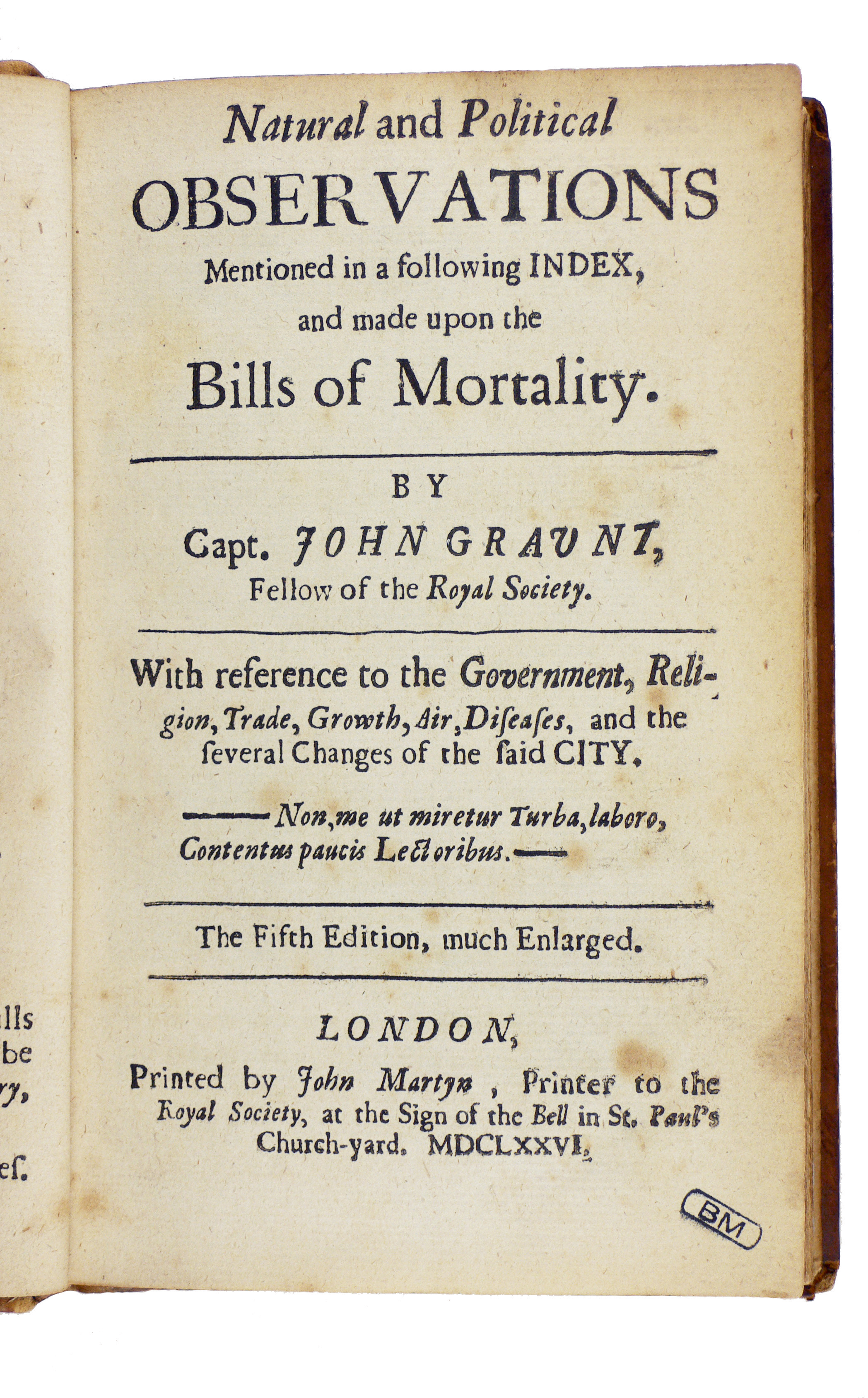
Bills of Mortality, 1676
(Fondazione Mansutti, Milano).

A sedici anni lavorò con il padre come sarto, fino a diventare un intellettuale stimato dai clienti londinesi. Contribuì alla raccolta sistematica di dati e alla loro sistematica elaborazione e viene considerato un importante precursore della statistica moderna e della demografia storica. Condusse delle indagini, che oggi chiameremmo demografiche, sulla popolazione londinese, valutandone la mortalità, la natalità e la distinzione dei sessi, calcolando la prima tavola di mortalità e pertanto viene considerato tra i fondatori della demografia. Dai dati raccolti pubblicò nel 1662 il Natural and political observations mentioned in a following index, and made upon the bills of mortality, che riscosse notevole successo. Ristampato in più occasioni, la quinta edizione del 1676 fu curata da William Petty, a cui talvolta è attribuita erroneamente la paternità dell'opera. Thomas Birch incluse il volume nel suo A collection of yearly bills of mortality.
Graunt costruì le proprie tavole osservando i decessi suddivisi per età, sesso e causa di morte, monitorando le zone di Londra in cui si registravano le malattie con più frequenza. Lo studioso osservò che il 36% dei decessi erano bambini con meno di sei anni: elaborò una sua proiezione matematica per stabilire su cento neonati quanti avrebbero raggiunto le diverse età. La sua analisi si estese agli abitanti della città, stimando circa 384 000 abitanti, una valutazione considerata attendibile dai demografi contemporanei. Le sue osservazioni empiriche lo portarono a concludere che la campagna fosse più salutare della città, che i nati maschi fossero maggiori delle femmine, che le femmine contraessero più malattie dei maschi, e che il numero dei maschi deceduti fosse superiore.
Fu membro della Società Reale di Londra. Verso la fine della sua vita divenne cattolico, dopo essere stato puritano e sociniano. La casa di Graunt fu distrutta dal grande incendio del 1666, ma egli riuscì a salvarsi.